# Castillo de Ademuz
El castillo de Ademuz se sitúa en el término municipal de Ademuz, comarca de Rincón de Ademuz, provincia de Valencia (Comunidad Valenciana, España).
Este castillo fue erigido en la cima del monte de los Zafranes, en cuya ladera se sitúa la población.
Aunque se desconocen sus orígenes, por los restos hallados en sus alrededores podría considerarse que tiene sus comienzos en la época romana. Los escasos vestigios que se conservan del castillo y la fortaleza se encuentran en absoluto estado de ruina.
Desde 1929 goza de protección legal. También es conocido como «castillo de Santa Bárbara».

## Historia
El sabio rector de Chelva (Valencia), Vicente Mares (1680), en su fantástica cronología sostiene que Ademuz «fue fundada por los Griegos Focenses, en el año 2.960 después del Diluvio. Conquistó la de Moros el Rey don Pedro II de Aragón, año 1.210. Por segunda vez el Rey don Jaime I, año 1.259 después del Nacimiento de Cristo». Aunque de esta segunda conquista no hay pruebas documentales. Antiguos cronicones han venido repitiendo:

Los moros la llamaron Adamuz, y la cercaron de altos muros y torreones: en el año de 1212 la conquistó D. Pedro II de Aragón, y la pobló de cristianos, pero disfrutaron poco de su posesión, porque el rey moro de Valencia, la tomó luego pasándolos á cuchillo; la reedificó, y á su fort. añadió un cast., cuyos restos conserva en su parte mas elevada. El rey D. Jayme I de Aragón la conquistó por segunda vez en 1259, después de una gran resistencia y mucha pérdida de gentes, y la mandó poblar de cristianos de su ejército á quienes concedió muchos privilegios.
Diccionario Geográfico-Estadístico-Histórico de España, Pascual Madoz

Ciertamente, Ademuz no empezó a tener importancia hasta la dominación musulmana, siendo fortificado su castillo y fortaleza en este periodo. Las fuentes documentales dan testimonio de la existencia de la fortaleza de Al-Dāmūs, dentro de la red defensiva que discurría por el río Turia, en el Shark-al-Ándalus u oriente peninsular. Su ventajosa ubicación geoestratégica, aprovechando un corte vertical del terreno a la parte de mediodía del cerro de los Zafranares, en cuyas faldas se asienta la villa, lo hacía inexpugnable por ese lado y constituyó un gran obstáculo para su conquista en 1210 por Pedro II de Aragón, con la decisiva ayuda de los caballeros de la orden del Hospital y, especialmente, de la orden Templaria (Zurita, Índices).
Pedro II de Aragón conquistó Ademuz en el año 1210 -no en 1212, como se dice en algunos textos-; pero no hay registros documentales que prueben la aseveración de que la villa y su castillo fueron de nuevo conquistados por los moros tras esta primera conquista de 1210, ni que Jaime I de Aragón la conquistara de nuevo en 1259.
Con la conquista cristiana del siglo XIII, los Templarios recibieron algunas rentas y privilegios en la villa de Ademuz, que más tarde (a principios del siglo XIV) pasarían a la nueva Orden de Montesa, que instituyó una Encomienda en Ademuz. Los nuevos pobladores decidieron erigir la primera iglesia parroquial de Ademuz en el lugar más seguro: al amparo de los muros del castillo. Esa primitiva iglesia parroquial estuvo bajo la advocación de san Pedro.
En el año 1319 la Orden de Montesa estableció una Encomienda en la comarca, basada en el patrimonio de Hospitalarios y Templarios.
Durante toda la Edad Media la fortaleza de Ademuz, con su iglesia parroquial dentro, continuó jugando un importante papel defensivo, al constituirse como una villa y castillo de frontera, ahora con el reino de Castilla. Es por ello que los monarcas aragoneses se preocuparon bien de mantenerla en condiciones operativas ante eventuales ataques. De hecho, junto a la vecina fortificación de Castielfabib, resistió heroicamente las invasiones de las tropas castellanas de Pedro I de Castilla en el curso de las guerras con Castilla, la denominada Guerra de los Dos Pedros (1356-1369).
En el año 1656 un fuerte terremoto afectó a la comarca, arruinando el castillo de Ademuz, su fortaleza y la primitiva parroquial intramuros. La antigua parroquial desapareció destruida en el terremoto del 7 de junio de 1656, cuando ya estaba en funcionamiento la actual iglesia arciprestal de san Pedro y san Pablo, consagrada en 1644 en la plaza del Rabal, mucho más accesible. El seísmo tuvo lugar la mañana del 7 de junio, destruyendo además gran parte del castillo, la Casa de la Villa y numerosas casas.
En las postrimerías del siglo XVII e inicios del siguiente (siglo XVIII) se construyó la ermita de santa Bárbara, cuyas ruinas todavía pueden observarse hoy dentro del perímetro de la fortaleza medieval.
Asimismo, durante las Guerras Carlistas del siglo XIX, la villa sirvió de base para las tropas del Pretendiente, por lo que se libró allí una batalla en 1837 que enfrentó al Serrador contra el ejército.

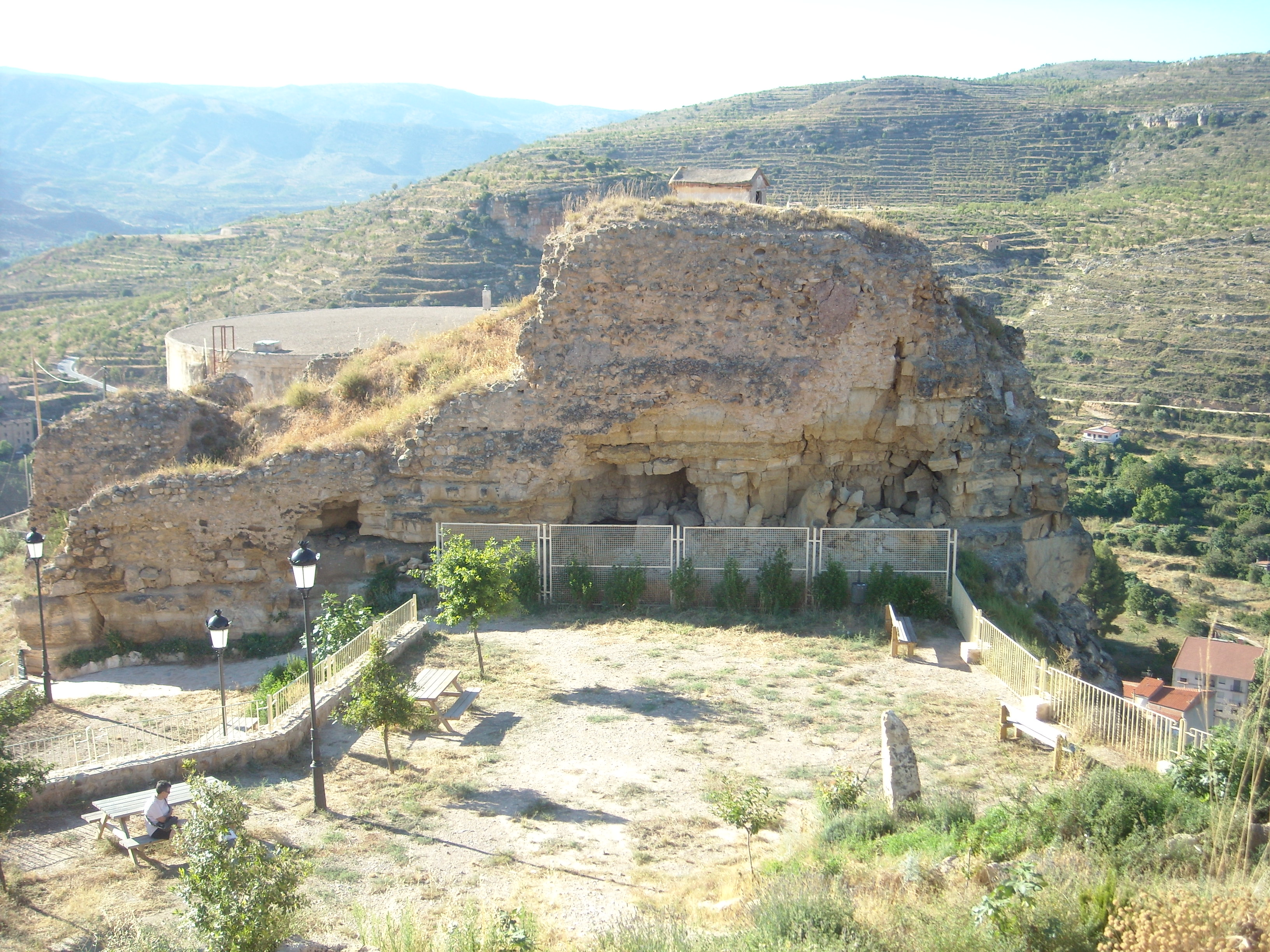
Castillo de Ademuz. Vista parcial.

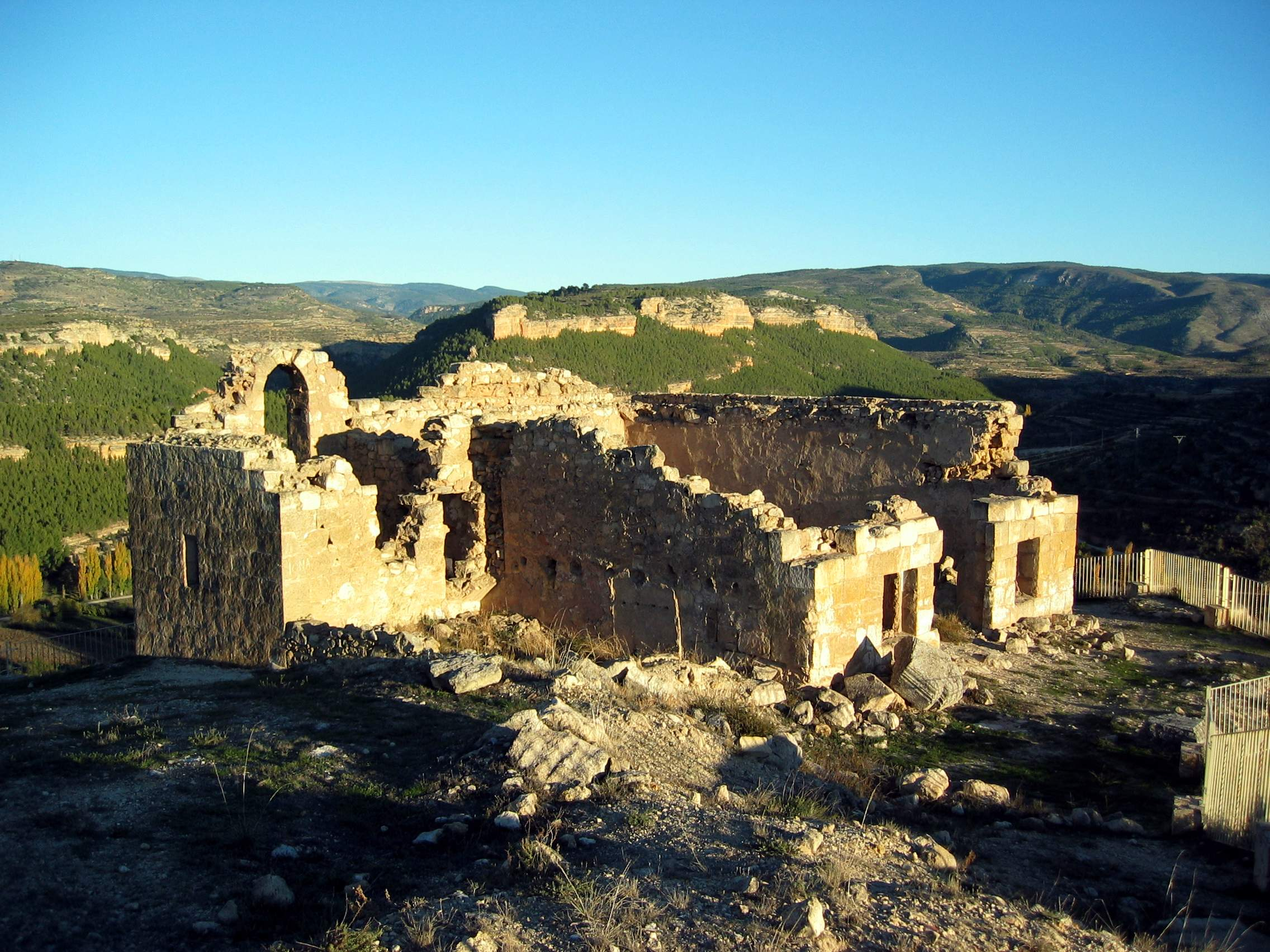
Vista fronto-lateral izquierda de las ruinas de la ermita de Santa Bárbara en Ademuz (Valencia),.

Destruida y reconstruida la estratégica fortaleza en varias ocasiones a lo largo de la historia, todavía pueden distinguirse algunos fragmentos de muros y cimientos. La reciente habilitación del lugar como zona recreativa, ha convertido el castillo de Ademuz en uno de los mejores miradores de la comarca del Rincón de Ademuz.
Además del castillo, la villa de Ademuz contó con un cinturón de muralla que abrazaba la población, teniendo al menos cuatro puertas, de las cuales únicamente subsiste la del Portal de San Vicente. Tanto de la fortaleza como de las murallas existe abundante documentación archivística: de las obras realizadas por la realeza, del nombramiento de alcaides, del avituallamiento, etc.
En septiembre de 2014, ante el creciente estado ruinoso de los restos del castillo se inició una petición popular para el mantenimiento de la zona.

## Estructura y distribución del castillo
Ante todo, cabe considerar que los castillos medievales como el de Ademuz eran «estructuras militares, instrumentos para la guerra defensiva» que se situaban con preferencia en lugar estratégicos, altos y bien situados para una mejor defensa de un lugar o un territorio. Los castillos del Rincón de Ademuz -Ademuz y Castielfabib- tienen un origen musulmán indudable, ambos fueron tomados por los cristianos a comienzos del siglo XIII (1210), en tiempo de Pedro II de Aragón, y utilizados por sus conquistadores sin aparentes cambios en su estructura y uso. Al estar ubicados sobre cerros, su base es irregular, adaptada al terreno (castillos roquedos), situados en puntos fronterizos (entre Aragón y Castilla), lo que permite clasificarlos como «fortalezas estratégicas». Estructuralmente, reunían las características del castillo musulmán, disponiendo de espacios bien diferenciados -J. Rueda (2002), siguiendo a Pierre Guichard (2001)-:

Una parte habitada en la ladera, rodeada de muralla, correspondiente a la villa cristiana. Un recinto superior fortificado, formando por dos elementos: el denominado “albacar” (zona relativamente amplia, incluyendo aljibes, establos, almacenes y mezquita), con función defensiva temporal para los moradores de la villa, donde se refugiaban con sus rebaños y otras posesiones materiales en momentos de peligro) y la “saluqiya” (nivel más elevado de la fortaleza y con mejores fortificaciones, que los cristianos conservaron con el nombre de “celoquia”.
Diccionario Geográfico-Estadístico-Histórico de España, Pascual Madoz

Funcionalmente, en la época musulmana el «albacar» lo administraban los propios habitantes del lugar, en tanto que la «saluqiya» era responsabilidad del alcaide, jefe militar nombrado por el rey. Tras la conquista cristiana se produjo un cambio en la funcionalidad de estos espacios, dejando el «albacar» y conservando la «celoquia» (Guichard, 2001). Para López Elum (2000), la totalidad del castillo musulmán dependía del poder militar, lo que parece obvio en momentos de peligro o contienda. Tras la conquista cristiana, muchos castillos musulmanes fueron abandonados, lo que propicio su rápido deterioro, ello tuvo sus consecuencias en las guerras con Castilla habidas en el siglo XIV entre Aragón y Castilla. Este no fue, sin embargo, el destino de los castillos de la zona -Ademuz y Castielfabib-, que mantuvieron su actividad hasta principios del siglo XVI, en tiempos de Fernando II de Aragón.
Dado el ruinoso estado del castillo -y la fortaleza- de Ademuz, será difícil conocer el aspecto que tuvieron en su momento de mayor esplendor, pero «dada su ubicación debió ser imponente». De la estructura pueden darnos idea las obras llevadas a cabo en diversos momentos históricos, así como de los materiales empleados: tapial para las edificaciones internas, piedra para las murallas y torreones, vigas de madera para los edificios, etc. Los registros documentales permiten conocer incluso en nombre de los maestros canterios que llevaron a cabo estas obras de reparación y mantenimiento.

## Galería

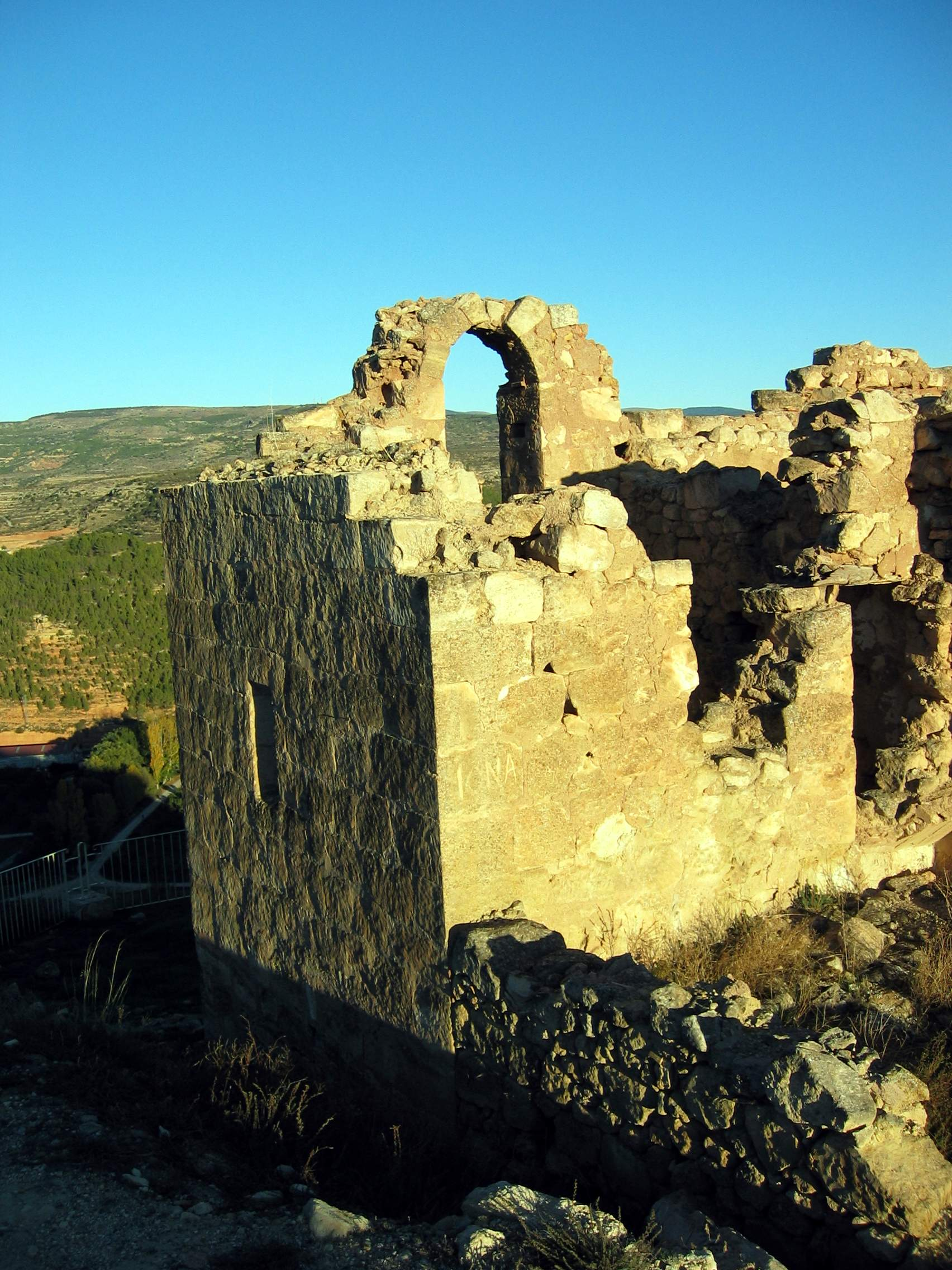
Vista de las ruinas de la ermita de Santa Bárbara en Ademuz (Valencia), con detalle de la espadaña, siglo XVII.
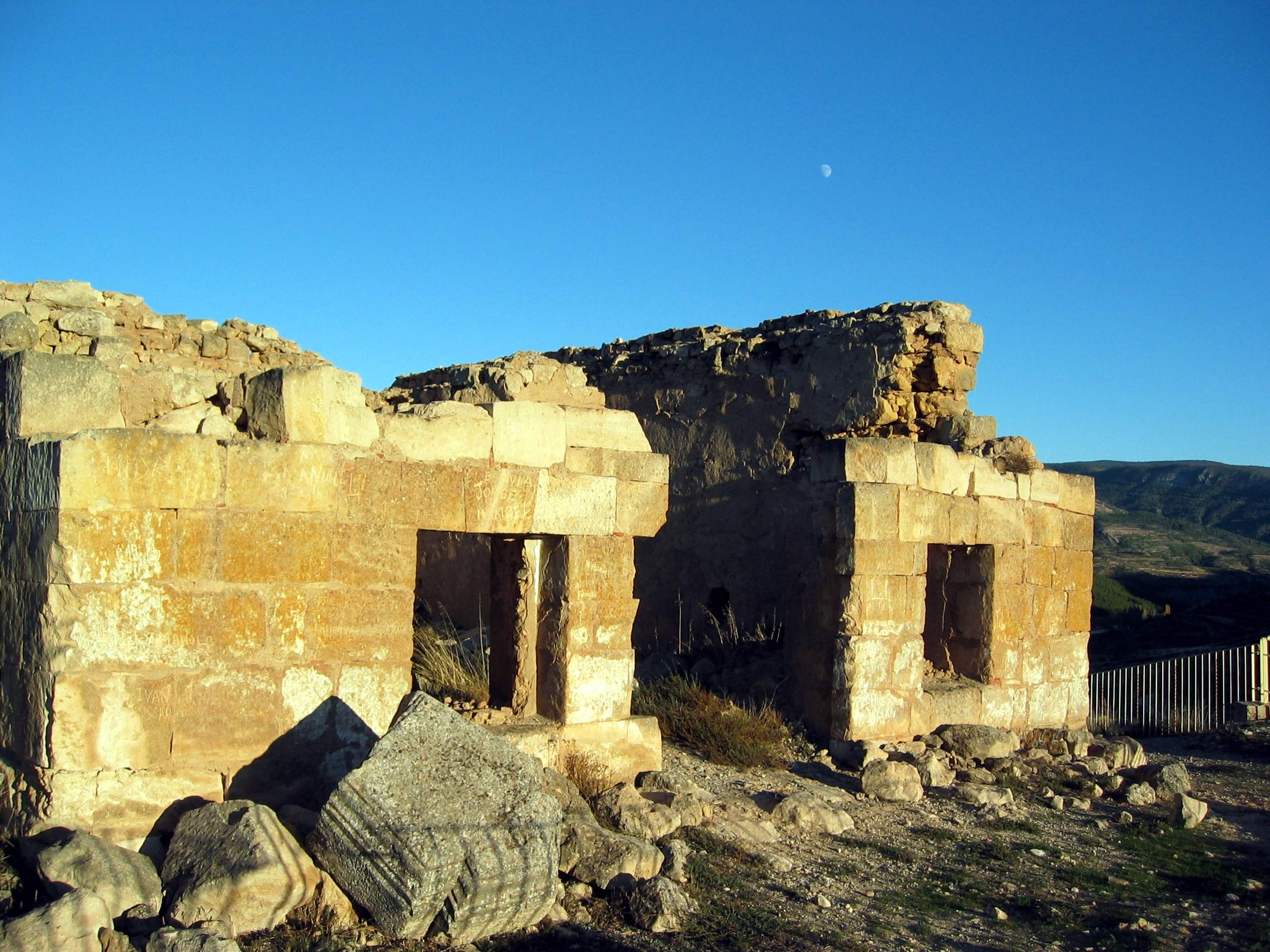
Vista de las ruinas de la ermita de Santa Bárbara en Ademuz (Valencia), con detalle de la fachada principal, siglo XVII.